# Montia howellii
Montia howellii är en källörtsväxtart som beskrevs av S. Wats. Montia howellii ingår i släktet källörter, och familjen källörtsväxter. Inga underarter finns listade i Catalogue of Life.